# جورج ليونارد تراب
جورج ليونارد تراب هو طيار جوي ‏ كندي، ولد في 31 يوليو 1894 في نيو ويستمينيستر في كندا، وتوفي في 12 نوفمبر 1917 بسبب قتل في المعركة.